# Robert Crouse
Robert Darwin Crouse (25 octobre 1930 - 15 janvier 2011) est un philosophe religieux canadien et un prêtre anglican.

## Jeunesse et éducation
Crouse fait ses études primaires et secondaires à l'école du village de Crousetown et à la King's Collegiate School de Windsor. Il arrive à l'Université Dalhousie et au King's College en 1947, l'année où James Doull (en) commence à enseigner au département d'études classiques. Il obtient son diplôme en lettres classiques en 1951, puis passe un an à étudier la philosophie à Dalhousie et la théologie à King's.
Crouse fréquente ensuite Harvard pour étudier la théologie où il ajoute l'allemand à son grec, son latin et son français. Grâce à des travaux sur Dante et après des années d'enseignement en Italie à l'Ambrosianum et à l'Augustinianum, il apprend également l'italien. Harvard lui accorde un STB (cum lauda) en 1954 et il est ordonné prêtre par l'évêque anglican de la Nouvelle-Écosse. Après Harvard, Crouse part au Trinity College de Toronto, où il est tuteur en théologie pendant trois ans et obtient une maîtrise en théologie (avec distinction) en 1957. En 1970, Crouse termine le doctorat à Harvard; sa thèse est une édition critique du De Neocosmo d'Honorius Augustodunensis. Trinity lui décerne un doctorat honorifique en théologie en 1983.

## Carrière
La carrière d'enseignant à temps plein de Crouse commence comme professeur adjoint d'histoire de l'Église et de patristique à l'Université Bishop's, dans la province de Québec. Lorsqu'il revient en Nouvelle-Écosse en 1963 pour rejoindre le département des classiques de Dalhousie, plusieurs de ses anciens élèves à Bishop's le suivent; l'un d'eux, l'érudit augustin Dr Colin Starnes, est ensuite professeur de lettres classiques et président de l'Université de King's College.
À Dalhousie, avec James Doull, Crouse joue un rôle essentiel dans la création d'une façon distinctive de présenter les classiques. Les sciences savantes sont utilisées, non pour imposer l'historicisme, mais pour briser les barrières entre passé, présent et futur. Ils mettent également l'accent sur une vision des classiques qui inclut la relation de l'hellénisme avec les cultures du Moyen-Orient.
Crouse publie plus de soixante-dix articles, critiques et traductions. En 1972, il se joint à d'autres membres du Département d'études classiques, ainsi qu'à des membres des Départements d'allemand et de sociologie de l'Université Dalhousie, en tant que premiers coordonnateurs responsables de la structure et des conférences du Foundation Year Program à King's. Il est président du Département des classiques de 1971 à 1976 et est nommé professeur titulaire en 1976. Avec Hilary Armstrong et Patrick Atherton, en 1977, Crouse et Doull fondent Dionysius. À King's, il est professeur Carnegie à partir de 1979 et greffier entre 1972 et 1994, responsable à la fois du choix des candidats aux diplômes honorifiques et de la conduite des cérémonies Encaenia ; il est vice-président pendant deux ans et directeur du programme de l'année de la fondation pendant un an. En 1981, Crouse participe à la création des publications St Peter à Charlottetown et des conférences théologiques de l'Atlantique.
Il prend sa retraite avec le grade de professeur émérite en 1996. En 1990, l'Institut patristique Augustinianum de Rome le nomme professeur invité de Patrologie, poste qu'il occupe à plusieurs reprises jusqu'en 2004 ; il est le premier catholique non romain à recevoir cette distinction. King's lui décerne un doctorat honorifique en théologie en 2007.